# 观音大士洞
观音大士洞位于中国浙江省宁波市鄞州区东吴镇天童寺南侧森林公园山道边，为天然山洞，民国十七年（1928年），因一佛教信徒在此建亭，取名“观音大士”故名。亭为钢筋混泥土结构，石壁上有自然形成的纹条组成的图纹，洞口外三米处有大石，一面较平整，上刻“佛”字，2010年9月公布为鄞州区文物保护单位。